# Большой сфинкс
Большой сфинкс на западном берегу Нила в Гизе — древнейшая сохранившаяся на Земле монументальная скульптура. Высечена из монолитной известковой скалы в форме колоссального сфинкса, лежащего на песке, лицу которого, как издавна принято считать, придано портретное сходство с фараоном Хефреном (ок. 2575—2465 гг. до н. э.), погребальная пирамида которого находится поблизости. Длина статуи — 73 метра, высота — 20 метров, что делает её самой большой однокаменной статуей в мире; между передними лапами располагалось небольшое святилище. Предположительная дата постройки — 2559 год до н. э.
За время существования Сфинкс утратил бороду фараона, нос и часть головного убора. Есть версия, что нос отбили войска Франции во время похода Наполеона на Египет.

## Назначение и название
Статуя расположена лицом к Нилу и восходящему Солнцу. Почти все древневосточные цивилизации видели во льве символ солнечного божества. С древнейших времён фараона было принято изображать в виде льва, истребляющего своих врагов. В свете этих данных позволительно считать сфинкса стражником вечного покоя погребённых вокруг него фараонов. Окрестные храмы были первоначально посвящены солнечному богу Ра, и только в период Нового царства скульптуру стали отождествлять с Хором (точнее — с Хоремахетом), вследствие чего Аменхотеп II посвятил ему особый храм к северо-востоку от сфинкса.
Слово «сфинкс» — греческое и означает буквально «душительница», в чём кроется отсылка к известному мифу о загадке Сфинкса. Происходит ли оно из егип. šzp шезеп «статуя, изображение, сфинкс», остается неясным.
Арабское название Сфинкса Абу аль-Хаул (араб. أبو الهول‎, букв, «отец ужаса») является фоносемантическим соответствием коптского названия, зафиксированного Аль-Макризи в ранних арабизированных вариантах как Белхиб (араб. بلهيب‎) и Белхуайя (араб. بلهويه‎), происходящего от егип. pꜣ-Ḥwr, имени ханаанского божества Хорона, с которым Сфинкс ассоциировался.

## Время создания
Обстоятельства и точное время возведения сфинкса пока остаются загадками. Принятое в современной литературе суждение античных авторов о том, что его строителем был Хефрен (Хафра), подтверждается только тем, что при строительстве храма при статуе использовались каменные блоки того же размера, что и при возведении соседней пирамиды. Кроме того, неподалёку от сфинкса археологи обнаружили в песке диоритовое изображение Хафры.
Существуют и другие мнения относительно заказчика сфинкса. Инвентарная стела, обнаруженная в Гизе Мариетом в 1857 году и, по всей вероятности, созданная незадолго до персидского завоевания, утверждает, что обветшавшую статую выкопал и очистил от песка отец Хефрена, фараон Хеопс (Хуфу). Большинство учёных склонно отвергать это свидетельство как позднее и ненадёжное; за достоверность приведённых в стеле сведений из исследователей старой школы высказывался лишь Гастон Масперо. Видный современный египтолог Райнер Штадельман придерживается мнения, что по своим художественным особенностям статую следует отнести к строительной деятельности Хуфу. В 2004 году французский учёный Василь Добрев выступил с предположением, что статуя изображает Хуфу, а воздвиг её его сын Джедефра.
Ещё более запутывает вопрос о заказчике статуи то обстоятельство, что лицо статуи имеет негроидные черты, что расходится с другими сохранившимися изображениями Хафры и его родственников. Судмедэксперты, сопоставлявшие при помощи компьютера лицо Сфинкса с подписанными статуями Хафры, пришли к выводу, что они не могут изображать одного и того же человека.
Начиная с 1950-х годов в популярной литературе датировка Сфинкса периодом Древнего царства стала ставиться под сомнение. Утверждалось, что нижняя часть сфинкса представляет собой классический пример эрозии, вызванной длительным нахождением камня в воде. Последний раз соответствующий уровень осадков наблюдался в Египте на рубеже IV и III тысячелетий до н. э., что, по мнению сторонников этой теории, указывает на создание статуи в Додинастический период или даже ранее. В научной литературе особенности эрозии скульптуры объясняются другими причинами — вторичной трещинноватостью, действием кислотных дождей, низким качеством известняка.
Сравнительно небольшие размеры головы побудили бостонского геолога Роберта Шоха предположить, что у статуи изначально была морда льва, из которой один из фараонов велел высечь загадочно улыбающееся человеческое лицо по своему собственному образу и подобию. Эта гипотеза не нашла признания в научной среде, равно как и предположение Грэма Хэнкока о том, что Сфинкс был построен 12 000 лет назад, в период когда солнце в день весеннего равноденствия указывало на созвездие льва и о корреляции трёх пирамид со звездами в созвездии Ориона, которая якобы наблюдалась в 11-м тыс. до н. э. (см. Корреляционная теория Ориона).

## Описание
Римский историк Плиний описывал Большого сфинкса как чудовище. Средневековые арабы в «Тысяче и одной ночи» и других текстах также именовали его «отцом ужаса».
В Новое время скульптуру впервые изобразил итальянский архитектор Себастьяно Серлио, опубликовавший в 1546 году в Антверпене свой труд о памятниках древнего зодчества — его сфинкс с улыбающимся женским лицом был снабжён бюстом и причёской, соответствующей тому времени.

## Состояние
За время своего существования Сфинкс оказался по самые плечи погребён в песке. Попытки откопать его предпринимались уже в древности Тутмосом IV и Рамзесом II. Первый смог освободить от песка только передние лапы, между которыми велел поставить гранитную стелу с надписью следующего содержания:
Царский сын Тутмос, по своём прибытии, во время полуденной прогулки сел в тени этого могучего божества. Когда Ра достиг вершины [неба], его одолел сон, и он увидел, как сей великий бог обратился к нему с речью, как будто отец говорит сыну: «Взгляни на меня, присмотрись, о мой сын Тутмос, я твой отец Хоремахет Хепри-Ра-Атум, и я дарую тебе владычество над моей землёй и власть над всеми живущими… Узри мой подлинный вид, дабы защитить мои безупречные конечности. Меня покрыл песок пустыни, на которой я возлежу. Спаси меня и исполни всё, что у меня на сердце».
Также Сфинкс укреплялся при помощи дополнительных блоков древними греками и римлянами, в частности лапы и стены ниши.
Очистить от песка всю грудь Сфинкса удалось итальянцам в 1817 году, а полностью он был освобождён от тысячелетних песчаных наносов в 1925 году.
В 2014 году сфинкс подвергся четырёхмесячной реставрации, после чего стал доступен для туристов.

### Утраты
У статуи отсутствует нос шириной в 1,5 метра. Его отсутствие можно объяснить как естественным разрушением камня (многовековое действие ветра и влаги), так и воздействием человека. Существует легенда, что эту деталь статуи отшибло пушечным ядром во время наполеоновской битвы с турками у Пирамид (1798); по другим версиям место Наполеона занимают англичане или мамелюки. На ложность этого мнения указывают рисунки датского путешественника Нордена, видевшего безносого сфинкса ещё в 1737 году.
Средневековый каирский историк аль-Макризи писал, что в 1378 году один суфийский фанатик, застав феллахов приносящими дары Сфинксу в надежде пополнить свой урожай, исполнился гнева и отбил у идола нос, за что был растерзан толпой. Из рассказа аль-Макризи можно заключить, что для местных жителей Сфинкс был своеобразным талисманом, властителем Нила, от которого, как они полагали, зависел уровень разлива великой реки и, соответственно, плодородие их полей.
Сфинкс дошёл до наших дней не только без носа, но и без накладной церемониальной бороды, фрагменты которой можно увидеть в Британском и Каирском музеях. Время появления у Сфинкса бороды вызывает споры. Одни авторы относят её монтаж к Новому царству. По мнению других, бороду изготовили вместе с головой, ибо техническая сложность высотных работ по монтажу бороды превосходила возможности строителей того времени.

## В произведениях искусства
- «Погребённый с фараонами» (1924) — рассказ Говарда Лавкрафта, построенный на предположении о том, что первоначально сфинкс якобы изображал жуткое чудовище, до сих пор обитающее глубоко под пирамидами. При фараоне Хефрене черты чудовища якобы были сбиты с лица сфинкса и заменены чертами лица фараона.
- картина «Бонапарт перед сфинксом» (1868)